# Кольбер, Грегори
Грегори Кольбер (англ. Gregory Colbert; род. 1960, Торонто) — кинематографист и фотограф, известен главным образом как создатель выставки художественных фотографий и фильмов «Пепел и снег» (англ. Ashes and Snow), которая демонстрируется в «Кочующем музее» (англ. Nomadic Museum).

## Концепция произведений Кольбера
Кольбер видит себя в качестве ученика природы. Его работы показывают сотрудничество между людьми и другими видами, и выражают чувства и поэтические фантазии человека и животных. Его образы предлагают включительно не иерархическое видение мира природы, которые изображают взаимозависимость и симметрию между человечеством и остальной жизнью. Описывая своё видение, Кольбер сказал: «Я хотел бы определить, что я делаю, как рассказ … и что интересно иметь своё выражение в оркестре и я просто один музыкант в оркестре. К сожалению, мы как вид отвернулись от нашего оркестра. Я хочу открыть этот оркестр, не только для других людей, но и других видов».

## Творческая деятельность
Первая выставка Грегори Кольбера «Волны времени» (англ. Timewaves) открылась в 1992 г. в музее Элизе в Швейцарии, где получила широкий отклик и лестные отзывы критики. В течение последующих десяти лет Кольбер не выставлял своих работ, не организовывал публичного показа своих фильмов, посвятив себя путешествиям в Индию, Бирму, Шри-Ланку и Египет, на Доминику, в Эфиопию и Кению, на острова Тонга, в Намибию и в Антарктику, где проводилась кино- и фотосъёмка общения и взаимодействия людей с животными. С 1992 г. Грегори Кольбер организовал более 60 таких экспедиций, где работал с более чем 130 видами животных. В его фильмах и на его фотографиях — слоны, киты, ламантины, священный ибис, индийские журавли, королевские орлы, кречеты, пегие птицы-носороги, гепарды, леопарды, африканские дикие собаки, каракалы, бабуины, антилопы-канны, сурикаты, гиббоны, орангутанги и солоноводные крокодилы. В числе персонажей его фильмов — бирманские монахи, кружащиеся в экстатическом танце дервишей, люди из племени Сан, из других племен аборигенов, обитающих во всех концах света.

### «Пепел и снег»
В 2002 г. Кольбер представил свою работу «Пепел и снег» в Венеции, в Италии. В рецензии, опубликованной газетой The Globe and Mail от 9 апреля 2002 г., отмечалось:

Кольбер открыл нашим взорам «Пепел и снег» — выставку изображений и фотографий, беспрецедентную по своему охвату и масштабу. Выставка занимает 12 600 квадратных метров и считается одной из крупнейших экспозиций работ одного автора в истории Европы.

Весной 2005 г. выставка открылась в Нью-Йорке в «Кочующем музее», временном сооружении, возведенном для демонстрации работ Кольбера. В 2006 г. выставка «Пепел и снег» и «Кочующий музей» переехали в Санта-Монику, в 2007 г. — в Токио и в 2008 г. — в Мехико. Выставка «Пепел и снег» привлекла уже более 10 миллионов посетителей, что делает её наиболее популярной в истории экспозицией работ одного автора при его жизни.
Экспозиция заслужила похвалы как критиков, так и публики. Журнал Photo объявил: «Родился новый мастер». Журнал Economist назвал эту выставку «экстраординарной», а газета Wall Street Journal — «выдающейся и монументальной во всех отношениях». Журнал «Stern» назвал фотографии Кольбера «чарующими», а журнал Vanity Fair присвоил Грегори Кольберу звание «лучшего из лучших». В своей статье, опубликованной газетой New York Times в 2002 г., Алан Райдинг отметил: «Сила этих изображений связана скорее не с их формальной красотой, а с их способностью погружать зрителя в своё, особое настроение. Фотографии не сопровождаются какими-либо подписями — вопрос о том, когда и где они были сделаны, неважен. Они становятся окнами в мир, где тишина и терпение преодолевают время».
Кольбер начал свою карьеру в Париже в 1983 г., снимая документальные фильмы, посвященные социальным проблемам. Его документальный фильм «На грани: хроника СПИД» (англ. On the Brink — An AIDS chronicle) снимался в девяти странах и вошел в число лучших документальных фильмов, принятых к рассмотрению при назначении премии ACE в 1985 г. К другим кинематографическим проектам Кольбера относятся «Последние слова» (англ. Last Words) и «В поисках дороги домой» (англ. Finding a Way Home). Кинематография привела Кольбера к работе в области художественной фотографии.
Грегори Кольбер удостоен множества наград и званий. В 2006 г. его объявили «Лучшим куратором года» на конкурсе Lucie Awards. В 2007 г. его фильм «Пепел и снег» был выдвинут на соискание особого приза на Венецианском кинематографическом фестивале. Недавно Кольбер был назначен почетным послом по вопросам культуры и туризма в Мексике.
Выставка «Пепел и снег» в «Кочующем музее» откроется в Бразилии в 2009 г. Устройство выставок планируется в Европе, на Ближнем Востоке и в Азии.

## Кочующий музей

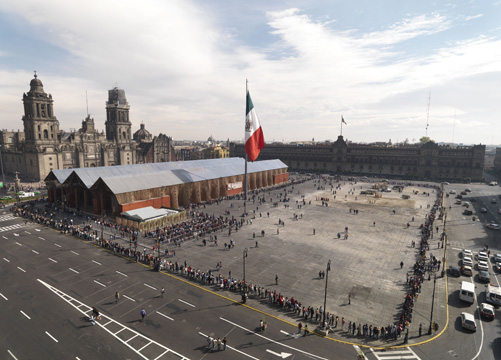
Пепел и Снег в Кочующем музее, Мехико, 19 января 2008

Кочующий музей Грегори Кольберта представляет собой быстроразборную структуру, используемую для выставки «Пепел и Снег». Кольбер своими фильмам и фотографиям показывает мир без иерархии между видами, он хочет, чтобы Кочующий музей в полной мере выражал все чудеса природы, чтобы он был доступен посетителям всех культурных и социальных слоев.
Для того, чтобы поделиться своими фотографиями и фильмами со всеми, Кольбер представил музей, который может быть легко собран в любом городе по всему миру, обеспечивая эфемерную среду для своих работ. Он представлял себе, что здание будет архитектурным эквивалентом места с распростертыми объятиями, в котором он бы приветствовал, а не запугивал посетителей. Кочевой музей решает проблему несовместимости, которая часто существует между работой художника и средой, в которой она представлена.
В обзоре первых Кочующих музеев в «Modern Painter» говорится, что «Кочующий музей восстанавливает возможность чуда музеев, где ясность и свет прогнали тени. Сила шоу и электроосвещения здания такие, что трудно отделить танцора от танца … В это циничное время здание музея становится местом, где чувствуют и верят. Пепел и Снег показывают величественное просто».
Журнал «Wall Street Journal» отметил: «Его удивительные фотографии-сепии … это документальный, целый караван прекрасный существ, которые прошли перед его магической линзой … при всей его кажущейся простоте, это экстатическое пространство, а что касается уровня, то это зенит … Это как часовня Ротко с большой буквы».
Кочующий музей существует, чтобы путешествовать по миру, и конечного пункта назначения у него нет.

## Фонд летающих слонов
Грегори Кольбер создал «Фонд летающих слонов» в поддержку людей, творческая и научная работа которых способствует охране природы. В число получателей субсидий этого фонда вошли Зана Бриски, Марк Анкренас, Эдвард Бертински, Рави Кореа, Джим Дарлинг, Иэн Дуглас-Гамильтон, Дэвид Хайкс, Энди Липкис, Шэрон Матола, Алан Рабиновиц, Карл Сафина, Джеймс Таррелл и Сью Те Вонг.

## Цитаты
Приступив к работе над выставкой «Пепел и снег» в 1992 г., я поставил перед собой цель изучить взаимоотношения человека и животных как бы изнутри. Открывая средства языка, способности к поэтическому восприятию, общие для всех животных, я стараюсь восстановить основы взаимопонимания, существовавшие во времена, когда люди жили в гармонии с животным миром.

Каждая цивилизация — от египтян до майя, американских индейцев и бедуинов — создавала собственные бестиарии, позволявшие выразить особенности отношения к природе и взаимодействия с ней. «Пепел и снег» — бестиарий XXI века, где можно наблюдать за поведением представителей различных видов животных. В оркестре природы играет не только Homo sapiens, но и слоны, киты, ламантины, орлы, гепарды, орангутанги и многие другие.

Я был возле бивней слона, почти съеден кашалотом, сбил меня с ног носорог, обнял ягуар, плавала рядом тигровая акула, преследовали бегемоты и чёрная мамба, перенес малярию и лихорадку денге. Но я все таки избежал наибольшую опасность из всех. Никогда не прекращайте изучать вещи, которые открывают вас, или те что вы любите.